# Blaesoxipha violovitshi
Blaesoxipha violovitshi är en tvåvingeart som beskrevs av Yu. G. Verves 1980. Blaesoxipha violovitshi ingår i släktet Blaesoxipha och familjen köttflugor. Inga underarter finns listade i Catalogue of Life.